# Michael Danner
Michael Danner  (* 5. August 1951 in Neu-Ulm) ist ein deutscher Maler und Bildhauer.

## Biographie
Danner absolvierte von 1972 bis 1977 ein Studium an der Staatlichen Akademie der Bildenden Künste Stuttgart und von 1973 bis 77 der Kunstgeschichte an der Universität Stuttgart Im Jahre 1989 hatte er einen Arbeitsaufenthalt in Kalifornien. 1996 und 2004 ging er als Gastprofessor nach Central China, Normal University, Wuhan, China.
Er lebt und arbeitet in Ulm und Werfen (Österreich).
Michael Danners Werkbegriff ist ein offenes System, das in einer umfassenden Sicht auf die Welt, auf das universale Ganze, auf den Menschen und seine Sinne eine Art Energiefeld schafft, aus dem heraus geistige Potenziale Form annehmen. Seine Werke sind als Manifestationen in einem fortschreitenden Kontinuum, als Relikte eines prozessualen Vorgangs, als Materie gewordenes Innehalten auf dem Weg der permanenten Veränderung zu sehen. Dieser Vorgangsweise ist eine zutiefst erfühlte Nähe zum menschlichen Körper und den Kreisläufen der Natur eigen.
Michael Danner beschäftigt sich mit Räumen, Spannungen, Prozessen. Die Beschäftigung mit ostasiatischer Philosophie und die aktive Ausübung eines asiatischen Kampfsportes (Tae Kwon Do, 3. Dan) hat ihn zu einer konzentrierten und auf das Wesentliche reduzierten Darstellung beeinflusst.
In der Malerei lässt Michael Danner durch lineare Oberflächenverletzungen in den vibrierenden monochromen Bildflächen Farbe von der Rückseite nach vorne dringen. So wird das Darunter und das Dahinter, das Flächige und das Räumliche an dieser Schnittstelle sichtbar. In großformatigen, reduzierten Tuschebildern visualisiert er Spannungszustände, die die ganze Bildfläche dynamisieren. Leerstellen oder Berührungspunkte bilden oft den Fokus, Aktion und Reaktion bedingen sich gegenseitig.
Die Installationen Michael Danners setzen die verschiedenen Darstellungsformen und deren Spannungsfelder mit dem umgebenden Raum und dem darin sich befindenden Betrachter in Bezug. So entsteht ein komplexes physisch-geistiges und räumlich- zeitliches Beziehungsgeflecht.

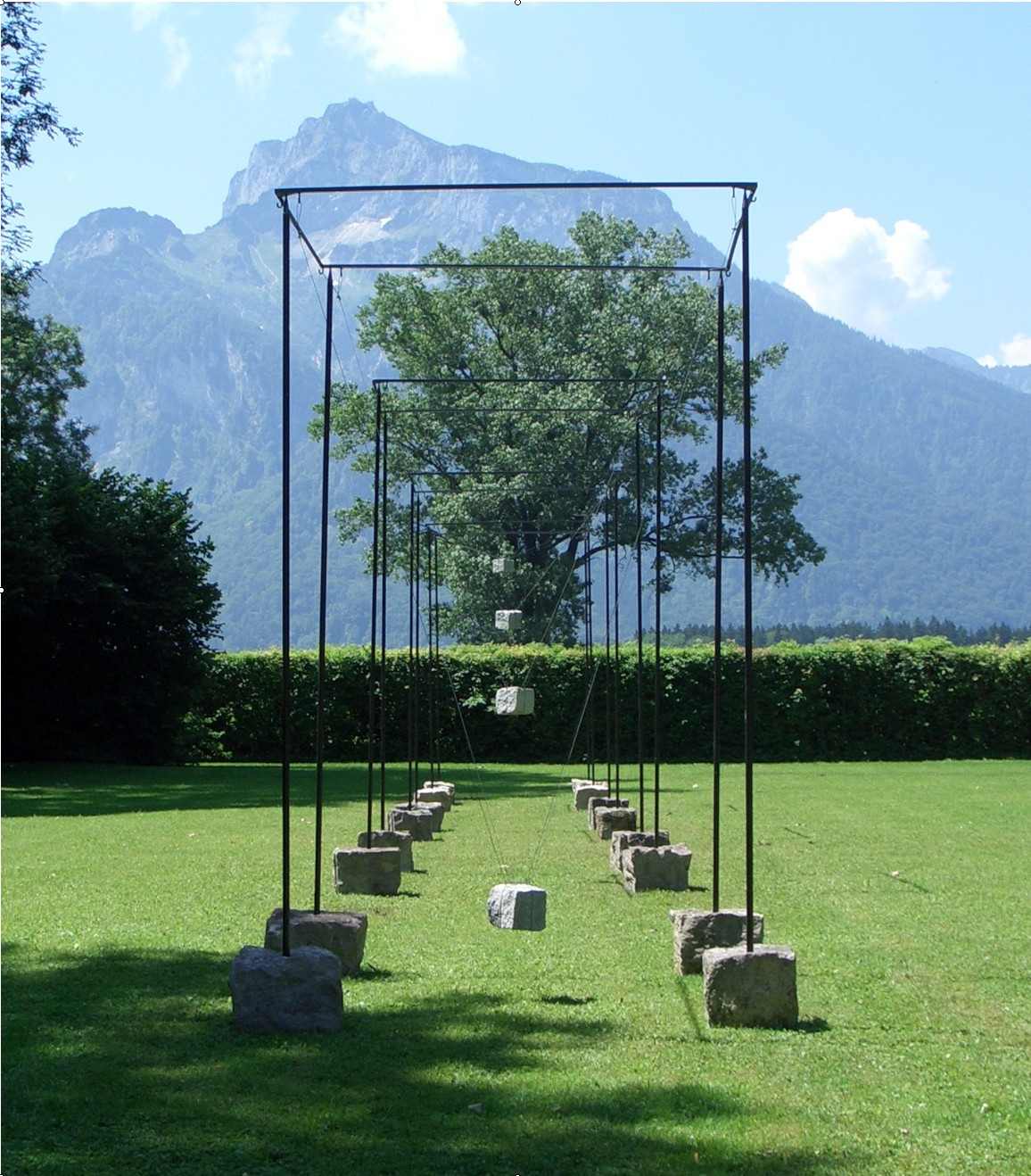
"aufsteigend", 2000 -Stein-Stahl

## Einzelausstellungen (Auswahl)
- 1986 Gallery Asperger & Bischoff, Chicago
- 1987 Kunstverein Pforzheim
- 1988 Kunstverein Ulm
Pagodenburg, Kunstverein Rastatt
Goethe Institut, San Francisco, 1989
- 1992 Kunsthalle Göppingen
- 1993 Fullerton College Gallery, Los Angeles
Galerie Schloss Mochental, Ehingen
- 1994 Manege, Moskau
- 1996 Kuenburggewölbe, Werfen
Museum der Provinz Hubei, Wuhan, China
De Saisset Museum, Santa Clara, USA
- 1998 Ludwig Galerie Schloß Oberhausen
- 1999 Kunststiftung Ulm
Kunstverein Eislingen
Museum Villa Haiss, Zell a.H.
- 2000 Städt. Galerie Hallein
Kunstverein Konstanz
Städt. Galerie Kirchheim/T.
- 2002 Michaelerkirche und Haus Wittgenstein, Wien,
- 2003 Städt. Galerie Wendlingen
- 2006 Kunstpark Casa Austria, Salzburg
- 2007 Museum Villa Rot, Burgrieden-Rot
- 2007/2008 Haus der Sinne, Neue Mitte Ulm
- 2009 Galerie im Ganserhaus, Wasserburg
Galerie der Kunststiftung, Ulm
- 2010 Stiftung f. Konkrete Kunst, Freiburg
Galerie Sebastianskapelle, Ulm